# Maria Leopoldina d'Àustria (reina de Portugal)
Maria Leopoldina d'Àustria (Viena, 22 de gener de 1797 - Rio de Janeiro, 11 de desembre de 1826) va ser arxiduquessa d'Àustria i emperadriu consort del Brasil (1822-1826) i reina consort de Portugal (1826) pel seu matrimoni amb Pere I del Brasil i IV de Portugal.

## Primers anys
Va néixer a Viena el 22 de gener de 1797, filla de l'emperador Francesc II i la seva segona esposa, Maria Teresa de Borbó-Dues Sicílies. Fou germana de l'emperador Ferran I d'Àustria i de l'arxiduquessa Maria Lluïsa d'Àustria, esposa de Napoleó Bonaparte.
Va ser una persona ben educada, amb interès en la història natural. Va dedicar el seu temps a l'estudi i manteniment d'una menagerie d'animals exòtics.

## Matrimoni
El 1817 el rei Joan VI de Portugal va sol·licitar el casament de l'arxiduquessa amb el seu fill, el futur Pere IV. Representat pel marquès de Marialva, l'ambaixada que va arribar a Viena, va ser una de les més sumptuoses presentades a la cort austríaca. La boda es va celebrar per poders el 23 de maig de 1817. Després, Leopoldina va viatjar fins al Brasil i es va casar de presència a Rio de Janeiro el 6 de novembre de 1817.
D'aquesta unió nasqueren:
- Maria de la Glòria (1819 - 1853), reina de Portugal.
- Miquel (1820)
- Joan (1821 - 1822)
- Genera (1822 - 1901)
- Paula (1823 - 1833)
- Maria Francesca (1824 - 1898)
- Pere (1825 - 1891), emperador del Brasil.

Es casà amb el príncep del Brasil Pere d'Alcàntara, i futur rei, al Brasil per l'exili que les Guerres napoleòniques els havia provocat. El seu interés en ciències naturals va provocar que dugués a la cort brasilera diversos biòlegs i investigadors.
Quan el rei Joan VI de Portugal retornà a Lisboa el 1821, l'infant i príncep Pere d'Alcàntara va romandre al Brasil juntament amb la seva esposa i fills. El 1822 Pere va proclamar la independència i fou coronat emperador del Brasil, com a Pere I del Brasil. A la mort del rei Joan VI, el 10 de març de 1826 Pere va heretar el tron portugués, amb el nom de Pere IV de Portugal, però tan sols ho va ser durant dos mesos, ja que abdicà ràpidament en favor de la seva filla gran.

## Mort
Maria Leopoldina morí de part l'11 de desembre de 1826, al Palau Reial de Boa Vista a Rio de Janeiro.